# Scott Storch
Scott Spencer Storch (16 de dezembro de 1973) é um produtor de Hip-hop. Produz artistas como Ashley Tisdale,Christina Aguilera, Chris Brown, 50 Cent, Nas, Paris Hilton, The Game, Lil Wayne, Fat Joe entre outros.

## Infância
Storch nasceu em Long Island, Nova York. Ele foi criado no sul da Flórida e na Filadélfia, Pensilvânia. Sua mãe, Joyce Yolanda Storch, era uma cantora contratada pela Cameo-Parkway Records da Filadélfia sob o nome artístico de Joyce Carol, e é de herança judaica lituana. Seu pai, Phil Storch, era um repórter do tribunal. Seu tio, Jeremy Storch, foi fundador da banda de soul-rock Vagrants e escreveu canções gravadas por Dave Mason e Eddie Money. Os pais de Storch se divorciaram em 1983.
Storch frequentou a escola primária em Sunrise e a escola secundária em Davie, Flórida. No meio de seu primeiro ano, ele deixou o sul da Flórida para se juntar a seu pai na Filadélfia e cursou o ensino médio em Bensalem, Pensilvânia. Depois de abandonar o ensino médio na nona série, Storch foi expulso de casa aos 16 anos. Aos 18, ele morava com o pai em Cherry Hill, Nova Jersey.
Algumas publicações escreveram que Storch nasceu no Canadá, mas em 2010 o Miami New Times escreveu uma negação sob o título "Scott Storch não é canadense".

## Carreira Musical
O Scott Storch iniciou sua carreira musical em 1991, quando se tornou um membro do grupo de Hip Hop The Roots como um pianista. Ele co-produziu muitos dos instrumentais dos próximos 2 discos do The Roots, sendo esses: Organix and Do You Want More?!!!??! e também contribuiu um pouco em Illadelph Halflife. Storch, no entanto, não gostava de participar dos shows do grupo, assim preferindo se dedicar as produções no estúdio.
Em 1999, foi lançado o primeiro hit de Scott Storch, sendo esse: "You Got Me" por The Roots part. Erykah Badu e Eve. No mesmo ano, juntamente com o produtor Dr. Dre, ele criou a melodia famosa do piano no instrumental (beat) da música chamada "Still D.R.E.". Essa música, Still D.R.E. teve um grande impacto no mundo musical, fazendo parte do disco The Chronic 2001. Possivelmente, a música mais conhecida de produção solo de Storch é a "Lean Back", um single de 2004 por Terror Squad. Ele também já trabalhou com o  50 Cent, o The Game, o T.I., o rapper Chris Brown, a cantora Christina Aguilera, a Beyoncé, o MC de Nova York Nas, o Snoop Dogg, a Pink, a rapper Lil' Kim, entre outros artistas.

## Vida Pessoal
Em 2006, o patrimonio de Storch valia mais de $ 70 milhões, seu filho Jalen Scott Storch nasceu em 16 de abril de 2006 com sua namorada Dalene “Daedreams” Daniel. No final de 2006, Scott se viciou em cocaína. Em agosto de 2006, ele "tirou um mês de folga" e tirou férias em Hollywood, Califórnia. O amigo e empresário Derek Jackson disse: "Foi um ano maravilhoso, mas acho que foi definido pelo mês mágico de agosto. Ele entrou na classe de Hollywood - e quando ele foi para Hollywood, todas as coisas mudaram." Ele retirou-se da produção e se concentrou em festejar com amigos em sua mansão de $ 10 milhões em Palm Island, Flórida. Ele também comprou um jato particular, um iate de 117 pés e quase 20 carros de luxo, cerca de metade dos quais ele estimou ter comprado quando estava drogado. Storch esbanjou US $ 30 milhões em menos de seis meses e estava em apuros financeiros em janeiro de 2007.
Em 2008, Storch enfrentou problemas legais depois de ficar para trás no pagamento da pensão alimentícia e nos impostos sobre a propriedade. No início de 2009, ele foi preso por roubo de carro por supostamente não devolver um Bentley que ele havia alugado três anos antes. Em abril de 2009, Storch entrou em um programa de reabilitação intensiva para pacientes internados em Hollywood, Flórida, e pediu falência naquele mês de maio. Em fevereiro de 2012, Storch foi preso em Las Vegas, Nevada por posse de cocaína e foi libertado sob fiança. Em 24 de junho de 2015, Storch pediu oficialmente a falência.

## Discografia

### Álbuns
- (TBR) Piano Man

### Singles
- (TBR) "Built Like That" (participação de NOX)

## Conflitos

### Timbaland
O produtor de Hip-hop Timbaland se refere a Storch no primeiro single de seu segundo álbum, "Give It To Me" cantando: "Eu ganho meio milhão por minhas batidas, você só recebe uns trocados/Nunca verei o dia em que eu não farei todos levantarem as mãos/Eu sou respeitado na Califórnia por todo o caminho até o Japão/Eu sou o verdadeiro produtor e você é só o pianista/Suas canções não chegam ao topo das paradas, apesar de que eu já as escutei, e eu também não sou fã delas." Timbaland confirmou que estava falando sobre Storch em uma entrevista para a MTV. Ele disse que queria ir atrás daqueles que "falam demais" e "falam besteiras" em seu novo álbum Timbaland Presents Shock Value.
Storch respondeu com a faixa "Built Like That" em 26 de Fevereiro de 2007, co-produzida com Nu Jerzey Devil, com participação do rapper NOX e estará em seu primeiro álbum solo, Piano Man. Na faixa, Storch declara que ele tem inteira responsabilidade pela canção hit de 2002 de Justin Timberlake, "Cry Me a River", pela qual ele recebeu apenas crédito de pianista e compositor, enquanto a produção foi creditada somente a Timbaland. Ele também declara que o parceiro de produção de Timbaland, Danja, foi o único responsável pelo sucesso dos últimos hits de Timbaland com Nelly Furtado e Justin Timberlake, e o culpado pelo fracasso do primeiro selo criado por Timbaland, Beat Club.

## Alguns artistas produzidos por ele
- 50 Cent
- Britney Spears
- Beyoncé Knowles
- Dr. Dre
- Eminem
- Chamillionaire
- Chris Brown
- Christina Aguilera
- Fat Joe
- Jessica Simpson
- K-Young
- Lil' Wayne
- MC Hammer
- Nas
- Paris Hilton
- Papoose
- The Game
- Trippie Redd
- Mariah Carey
- Kelly Olyveyra
- 6ix9ine
- killy